# Stephen Full
Stephen Full, född 13 november 1969 i Chicago, Illinois, är en amerikansk skådespelare och komiker. Han är mest känd för rollen som Ash Tyler i I'm in the Band.

## Filmer
- A False Prophet
- Morton
- To Slay a Giant
- 2 Dogs Inside
- Resilience

### TV serier
- I'm in the Band
- Dog With a Blog
- Growing Up Fisher
- Rizzoli & Isles
- 2024 – St. Denis Medical (TV-serie)